# 京広線
京広線（けいこうせん）は、中華人民共和国の鉄道路線。北京西から広州に至る路線で全長は2,324Kmである。

## 沿革
京広線の歴史は、武漢三鎮を長江が分断していた関係から1957年の武漢長江大橋の竣工に至るまで、南北別々に建設・開業され長江は渡船連絡の状態が続いた。
- 北側部分（北京から漢口までの間）
  - 1897年4月 - 清朝が、ベルギーからの借款によって着工。
  - 1906年4月 - 全線開通、京漢線となる。
  - 1927年 - 北京の北平への改称により平漢線に改称（1949年に元の京漢線に復す）
- 南側部分（武昌から広州までの間）
  - 1900年7月 - イギリス・フランス・ドイツ三ヶ国の借款により着工。
  - 1916年 - 広州～韶関間が開通。
  - 1918年9月 - 武昌～長沙間が開通。
  - 1936年4月 - 韶関～長沙間が開通、粤漢線となる。
  - 1944年 - 大陸打通作戦により日本軍が占領。
- 全通後
  - 1957年10月 - 武漢長江大橋の開通により京漢線と粤漢線がつながり、京広線として1本の路線となる。
  - 1996年9月1日 - 京広線の輸送力を緩和する目的もある京九線が営業を開始。
  - 1997年から2005年まで5度にわたるスピードアップの結果、北京西-広州間で40時間かかっていたものが、22時間に短縮された。

## 路線
北京と上海を結ぶ京滬線とともに中国国内で重要な路線の1つである。
主な駅は北京西、保定、石家荘、邯鄲、新郷、鄭州、漯河、信陽、漢口、武昌、岳陽、長沙、株洲、衡陽、郴州、韶関東、広州。